# Státní pozemkový úřad
Státní pozemkový úřad (SPÚ) je správní úřad České republiky podřízený Ministerstvu zemědělství. Sídlí v Praze a je organizační složkou státu a účetní jednotkou. Organizace je jednou z největších organizačních složek státu v resortu zemědělství. Státní pozemkový úřad je tvořen ústředím, krajskými pozemkovými úřady a jejich pobočkami. 

## Historie
SPÚ vznikl ke dni 1. ledna 2013 sloučením Pozemkového fondu ČR a struktury Pozemkových úřadů. Pozemkové úřady předtím patřily pod okresní úřady. Pozemkový fond byl již předtím k 1. červenci 2012 sloučen se zbytkovou Zemědělskou vodohospodářskou správou (ZVHS).

## Organizační struktura SPÚ
V čele Státního pozemkového úřadu stojí ústřední ředitel. Organizační struktura úřadu je postavena na odborných sekcích řízených sekčními řediteli. Od 1. července 2024 to jsou:
- Sekce krajinotvorby,
- Sekce majetku státu,
- Sekce provozních činností,
- Sekce řízení krajských pozemkových úřadů,

V rámci sekcí jsou zřízeny odbory a oddělení. V rámci jednotlivých vyšších územně samosprávných celků vykonávají činnost SPÚ Krajské pozemkové úřady (KPÚ). Řízení o pozemkových úpravách náleží do kompetence poboček krajských pozemkových úřadů, jejichž územní působnost odpovídá území jednoho nebo více okresů. Na počátku roku 2016 měl úřad 1 415 zaměstnanců. K 1. 7. 2024 má úřad 1 178 systemizovaných míst.
Tiskovou mluvčí je od listopadu 2020 Petra Kazdová.

## Ústřední ředitel SPÚ
Od 1. 1. 2013 Petr ŠťovíčekVe funkci musel skončit kvůli vazbám na lobbistu Ivo Rittiga.
Od března 2014 Martin VrbaŘízením jej dočasně pověřil ministr Marian Jurečka (KDU-ČSL).
Od 13. 6. 2014	 Ing. Svatava Maradová, MBADo čela Státního pozemkového úřadu byla ministrem zemědělství Marianem Jurečkou jmenována na základě výběrového řízení. Rezignovala v roce 2018.
Od července 2018 Ing. Martin VrbaZpočátku byl pověřen vedením SPÚ. Do čela úřadu byl ministrem zemědělství Miroslavem Tomanem oficiálně jmenován až v lednu 2019 na základě doporučení výběrové komise.
Ing. Vrba do konce roku 2018 zastával funkci ředitele Sekce řízení ústředí. Vystudoval fytotechniku na Agronomické fakultě Vysoké školy zemědělské v Praze. Na různých vedoucích pozicích Pozemkového fondu ČR a následně Státního pozemkového úřadu působil od roku 1998.
Od 1. 1. 2024 Ing. Svatava Maradová, MBA
Do čela Státního pozemkového úřadu byla ministrem zemědělství Markem Výborným jmenována na základě výběrového řízení.

## Působnost a činnosti SPÚ
- správa a převod zemědělských nemovitostí
- řízení pozemkových úprav
- vypořádání restitučních nároků
- realizace prvků společných zařízení (PSZ) - zejména jde o opatření sloužící ke zpřístupnění pozemků, tedy polní nebo lesní cesty, dále protierozní a vodohospodářská opatření k tvorbě a ochraně životního prostředí.[6]
- majetkové vyrovnání s církvemi a náboženskými společnostmi (více viz článek Církevní restituce v Česku)
- privatizování majetku, se kterým je oprávněn hospodařit
- aktualizace bonitovaných půdně ekologických jednotek (BPEJ)
- aktualizace a správa geodatabáze hlavních odvodňovacích zařízení (HOZ) a dalších vodohospododářských zařízení (čerpací stanice, závlahy, vodní nádrže) a staveb ve správě SPÚ
- činnosti související s ochranou zemědělského půdního fondu – účast na iniciativách, jejichž cílem je zmírňování negativních dopadů klimatických změn (mezirezortní skupina „VODA-SUCHO“ nebo projekt Generel vodního hospodářství krajiny České republiky)
- spolu s Českomoravskou komorou pro pozemkové úpravy pořádá soutěž Žít krajinou (dříve Společné zařízení roku)

SPÚ je příslušný hospodařit s nemovitostmi:
- které byly ve správě Pozemkového fondu ČR
- se stavbami využívanými k vodohospodářským melioracím pozemků
- souvisejícími vodními díly ve vlastnictví státu

Působnost SPÚ je stanovena zákony:
- Zákon č. 503/2012 Sb., o Státním pozemkovém úřadu a o změně některých souvisejících zákonů.
- Zákon č. 229/1991 Sb., o úpravě vlastnických vztahů k půdě a jinému zemědělskému majetku (zákon o půdě), ve znění pozdějších předpisů.
- Zákon č. 139/2002 Sb., o pozemkových úpravách a pozemkových úřadech.
- Zákon č. 428/2012 Sb., o majetkovém vyrovnání s církvemi a náboženskými společnostmi.
- Zákon č. 219/2000 Sb., o majetku České republiky a jejím vystupování v právních vztazích (zákon o majetku ČR), ve znění pozdějších předpisů.

V soudních sporech se SPÚ nechává zastupovat Úřadem pro zastupování státu ve věcech majetkových (ÚZSVM).